# PaizaCloud
PaizaCloudは、クラウドIDE(クラウド型統合開発環境)ツール。ブラウザ上でウェブ開発、アプリケーション開発を行うことができる。PaizaCloudはブラウザ上で、ターミナル、エディタ、ブラウザ内ブラウザを使うことができる。東京都のスタートアップ ギノ株式会社によって2017年12月にリリースされている  

。